# Johann Sebastian Bach (malarz)
Johann Sebastian Bach (ur. 26 września 1748 w Berlinie, zm. 11 września 1778 w Rzymie) – niemiecki malarz i rysownik.

## Życiorys
Był synem Carla Philippa Emanuela Bacha i wnukiem słynnego lipskiego kantora Jana Sebastiana Bacha. Bach studiował m.in. u Adama Friedricha Oesera w Lipsku. W maju 1773 przeniósł się do Drezna, by w lutym 1776 osiąść w Hamburgu, gdzie jego ojciec był miejskim kapelmistrzem. We wrześniu 1776 udał się na studia do Rzymu, gdzie w lutym następnego roku ciężko się rozchorował. W następstwie bliżej nieznanej choroby zmarł w 1778.
Bach był dość znanym twórcą swojej epoki. Jego twórczość wykazuje wpływ Salomona Gessnera. Tworzył przede wszystkim idylliczne krajobrazy, wypełnione postaciami ludzkimi. Pod koniec życia zwrócił się ku wizerunkom postaci ludzkich, malując sceny historyczne i mitologiczne. Tworzył również winiety i ilustracje do dzieł Gottlieba Wilhelma Rabenera i Christiana Felixa Weiße.
Największe zbiory jego dzieł znajdują się w Coburgu, Dreźnie, Hamburgu, Lipsku i Wiedniu.

## Galeria

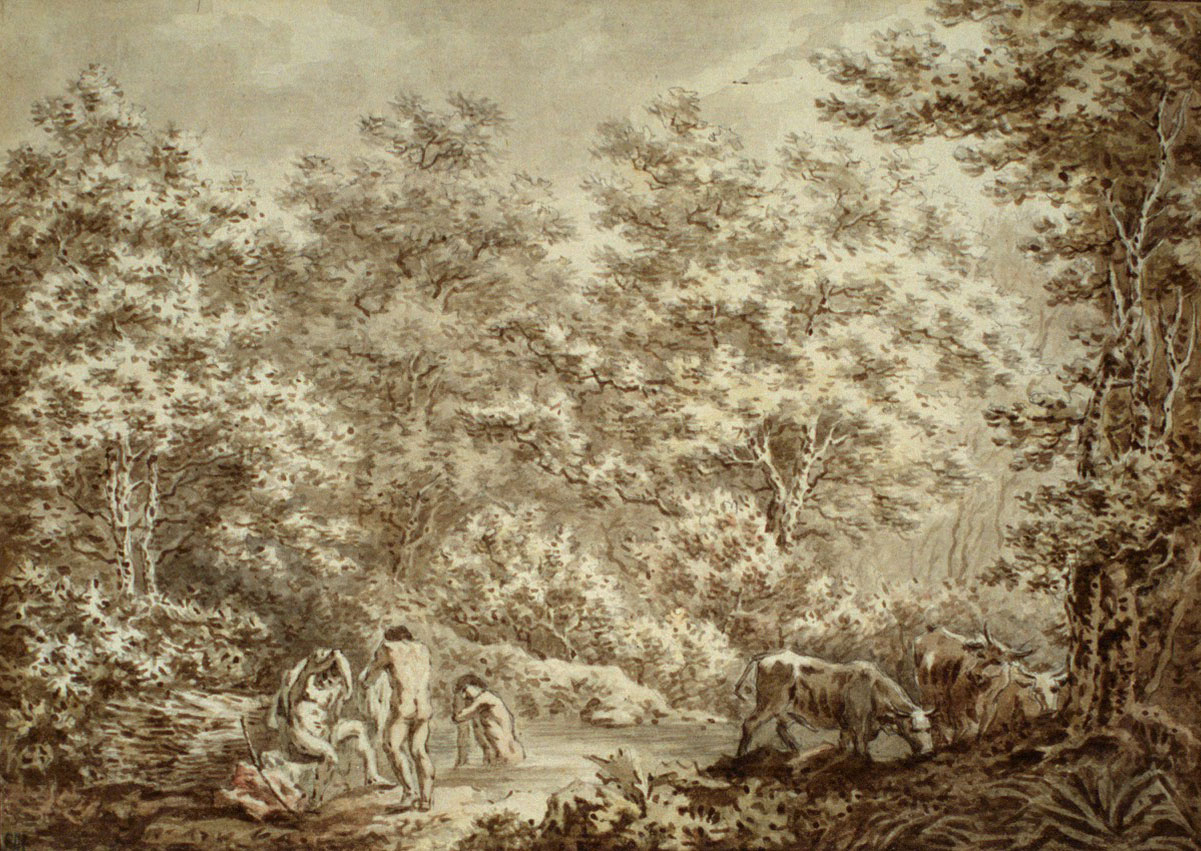
Pasterze kąpiący się w lesie, rysunek, XVIII w., zbiory sztuki Uniwersytetu w Getyndze
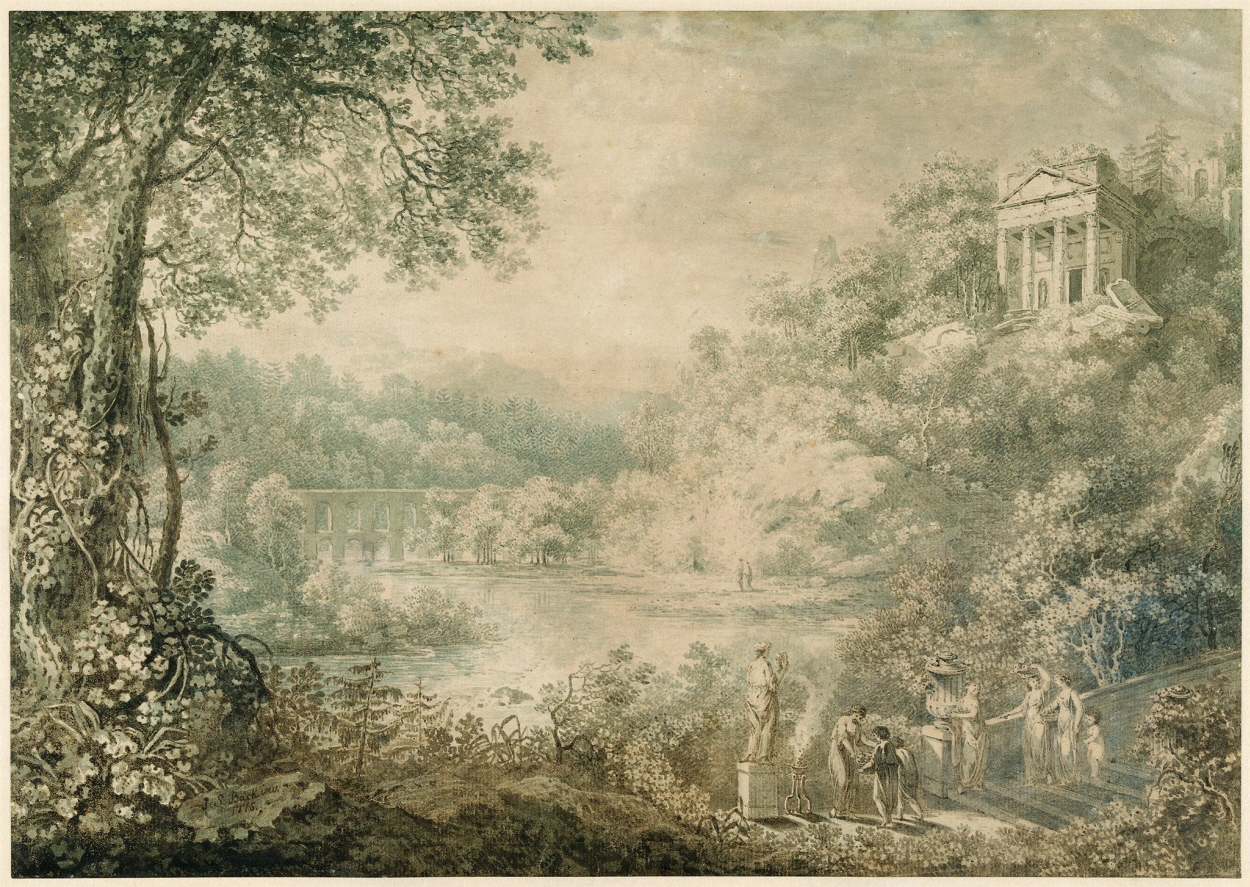
Pejzaż idylliczny, rysunek i akwarela, 1776, Kunsthalle w Hamburgu
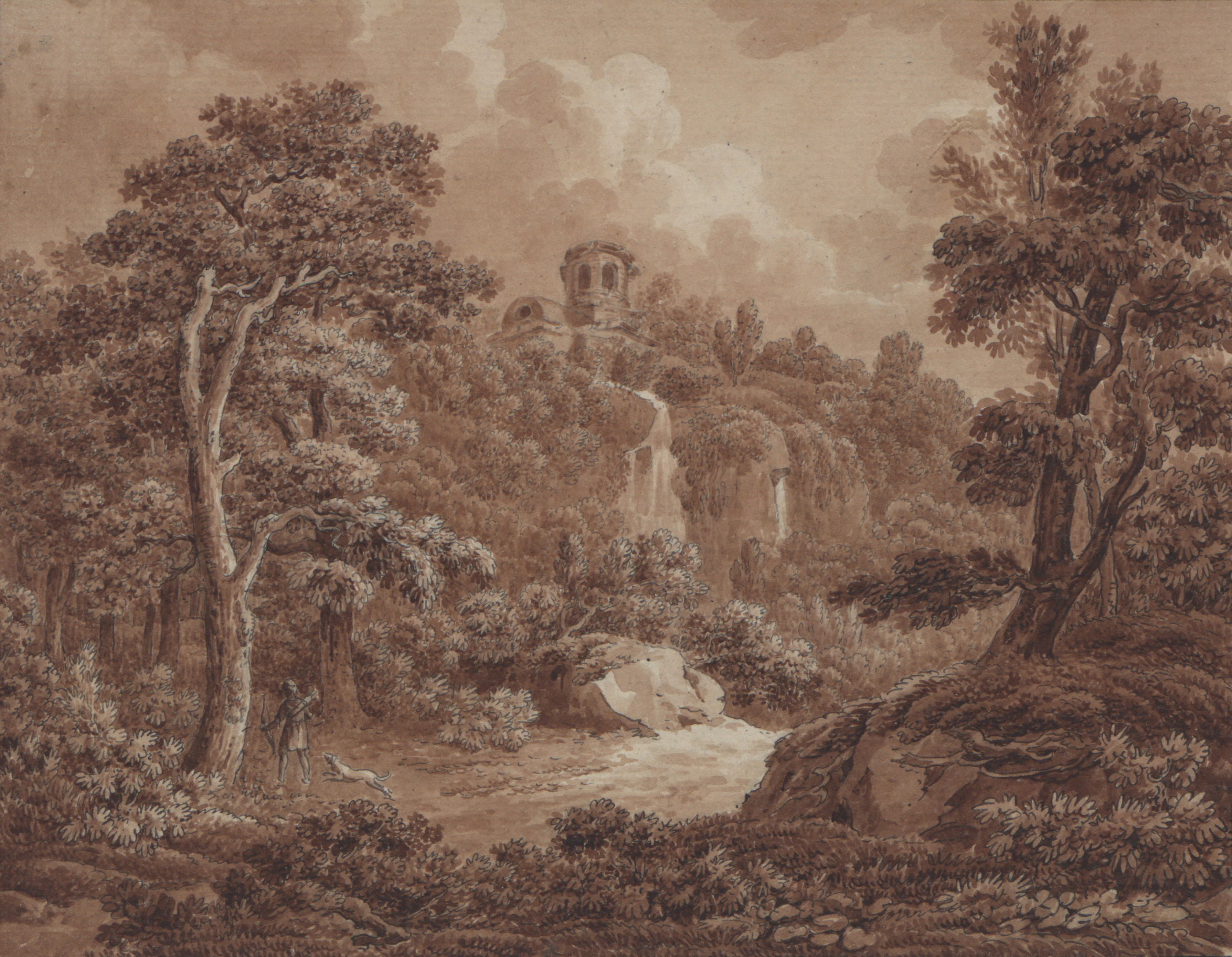
Pejzaż Arkadii z myśliwym i psem, rysunek, XVIII w., zbiory Bach-Archiv Leipzig